# 12. Dáil
Der 12. Dáil wurde am 30. Mai 1944 gewählt. Insgesamt 138 Abgeordnete (Teachtaí Dála) wurden in 42 Wahlkreisen mit dem Verfahren der übertragbaren Einzelstimmgebung (single transferable vote) bestimmt.

## Wahlausgang
siehe: Wahlen 1944

Sitzverteilung im 12. Dáil

Fianna Fáil und Fine Gael waren die stärksten Kräfte im Dáil. Die Fianna Fáil erreichte die absolute Mehrheit der Sitze und bildete die Regierung. 
Der Dáil Éireann kam erstmals am 9. Juni 1944 zur konstituierenden Sitzung zusammen. Als Vorsitzender des Dáils (Ceann Comhairle) wurde Frank Fahy (Fianna Fáil) einstimmig gewählt. Seine Vertretung (Leas-Cheann Comhairle) wurde Daniel McMenamin (Fine Gael).
Éamon de Valera wurde zum Taoiseach gewählt. Er bildete die Regierung De Valera IX. Oppositionsführer (Ceannaire an Fhreasúra) wurde Richard Mulcahy von der Fine Gael.
Es folgten die Neuwahlen am 4. Februar 1948.
| Partei | Partei                | Vorsitzende/r im Dáil | Mai 1944: gewählte Teachtaí Dála | Jan. 1948: Teachtaí Dála | Veränderung |
| ------ | --------------------- | --------------------- | -------------------------------- | ------------------------ | ----------- |
|        | Fianna Fáil           | Éamon de Valera       | 76                               | 76                       | −           |
|        | Fine Gael             | Richard Mulcahy       | 30                               | 25                       | −5          |
|        | Labour Party          | William Norton        | 8                                | 8                        | −           |
|        | Clann na Talmhan      | Joseph Blowick        | 11                               | 11                       | −           |
|        | Clann na Poblachta    | Seán MacBride         | −                                | 2                        | +2          |
|        | National Labour Party | James Everett         | 4                                | 4                        | −           |
|        | Unabhängige           |                       | 9                                | 9                        | −           |
|        | Ceann Comhairle       |                       | −                                | 1                        | +1          |
|        | Vakant                |                       | −                                | 2                        | +2          |
| Gesamt | Gesamt                | 138                   | 138                              | 138                      | –           |

## Teachtaí Dála
| Wahlkreis         | Name                       | Partei (Teilgruppe) | Partei (Teilgruppe)   | Partei (Teilgruppe)   | Partei (Teilgruppe)                                      | Im Amt seit        |
| Wahlkreis         | Name                       | Zu Beginn des Dáil  | Zu Beginn des Dáil    | Zum Ende des Dáil     | Zum Ende des Dáil                                        | Im Amt seit        |
| ----------------- | -------------------------- | ------------------- | --------------------- | --------------------- | -------------------------------------------------------- | ------------------ |
| Athlone–Longford  | Seán Mac Eoin              |                     | Fine Gael             | Fine Gael             | Fine Gael                                                | 16. August 1921    |
| Athlone–Longford  | Erskine Hamilton Childers  |                     | Fianna Fáil           | Fianna Fáil           | Fianna Fáil                                              | 30. Juni 1938      |
| Athlone–Longford  | Thomas Carter              |                     | Fianna Fáil           | Fianna Fáil           | Fianna Fáil                                              | 1. Juli 1943       |
| Carlow–Kildare    | Francis Humphreys          |                     | Fianna Fáil           | Fianna Fáil           | Fianna Fáil                                              | 21. Juli 1937      |
| Carlow–Kildare    | Thomas Harris              |                     | Fianna Fáil           | Fianna Fáil           | Fianna Fáil                                              | 29. Juni 1931      |
| Carlow–Kildare    | William Norton             |                     | Labour                | Labour                | Labour                                                   | 9. März 1932       |
| Carlow–Kildare    | James Hughes               |                     | Fine Gael             |                       | verstorben am 1. Januar 1948                             | 30. Februar 1938   |
| Cavan             | Patrick Smith              |                     | Fianna Fáil           | Fianna Fáil           | Fianna Fáil                                              | 19. September 1923 |
| Cavan             | Patrick O’Reilly           |                     | Clann na Talmhan      | Clann na Talmhan      | Clann na Talmhan                                         | 1. Juli 1943       |
| Cavan             | Michael Sheridan           |                     | Fianna Fáil           | Fianna Fáil           | Fianna Fáil                                              | 9. März 1932       |
| Cavan             | Tom O’Reilly               |                     | Independent           | Independent           | Independent                                              | 9. Juni 1944       |
| Clare             | Seán O’Grady               |                     | Fianna Fáil           | Fianna Fáil           | Fianna Fáil                                              | 9. März 1932       |
| Clare             | Éamon de Valera            |                     | Fianna Fáil           | Fianna Fáil           | Fianna Fáil                                              | 21. Januar 1919    |
| Clare             | Peter O’Loghlen            |                     | Fianna Fáil           | Fianna Fáil           | Fianna Fáil                                              | 9. Juni 1944       |
| Clare             | Patrick Burke              |                     | Fine Gael             |                       | verstorben am 7. Februar 1945                            | 9. März 1932       |
| Clare             | Patrick Shanahan           |                     |                       |                       | Fianna Fáil Nachwahl für Patrick Burke                   | 4. Dezember 1945   |
| Clare             | Thomas Burke               |                     | Independent           | Independent           | Independent                                              | 21. Juli 1937      |
| Cork Borough      | William Dwyer              |                     | Independent           |                       | zurückgetreten am 29. März 1946                          | 9. Juni 1944       |
| Cork Borough      | Patrick McGrath            |                     |                       |                       | Fianna Fáil                                              | 14. Juni 1946      |
| Cork Borough      | Richard Anthony            |                     | Independent           | Independent           | Independent                                              | 1. Juli 1943       |
| Cork Borough      | Frank Daly                 |                     | Fianna Fáil           | Fianna Fáil           | Fianna Fáil                                              | 1. Juli 1943       |
| Cork Borough      | Walter Furlong             |                     | Fianna Fáil           | Fianna Fáil           | Fianna Fáil                                              | 9. Juni 1944       |
| Cork North        | Patrick Halliden           |                     | Clann na Talmhan      | Clann na Talmhan      | Clann na Talmhan                                         | 1. Juli 1943       |
| Cork North        | Patrick McAuliffe          |                     | Labour                | Labour                | Labour                                                   | 9. Juni 1944       |
| Cork North        | Seán Moylan                |                     | Fianna Fáil           | Fianna Fáil           | Fianna Fáil                                              | 9. März 1932       |
| Cork North        | Leo Skinner                |                     | Fianna Fáil           | Fianna Fáil           | Fianna Fáil                                              | 1. Juli 1943       |
| Cork South-East   | Seán McCarthy              |                     | Fianna Fáil           | Fianna Fáil           | Fianna Fáil                                              | 9. Juni 1944       |
| Cork South-East   | Martin Corry               |                     | Fianna Fáil           | Fianna Fáil           | Fianna Fáil                                              | 23. Juni 1927      |
| Cork South-East   | William Broderick          |                     | Fine Gael             | Fine Gael             | Fine Gael                                                | 30. Juni 1938      |
| Cork West         | Timothy J. Murphy          |                     | Labour                | Labour                | Labour                                                   | 19. September 1923 |
| Cork West         | Seán Buckley               |                     | Fianna Fáil           | Fianna Fáil           | Fianna Fáil                                              | 30. Juni 1938      |
| Cork West         | Timothy O’Sullivan         |                     | Fianna Fáil           | Fianna Fáil           | Fianna Fáil                                              | 21. Juli 1937      |
| Cork West         | Eamonn O’Neill             |                     | Fine Gael             | Fine Gael             | Fine Gael                                                | 9. Juni 1944       |
| Cork West         | Patrick O’Driscoll         |                     | Clann na Talmhan      | Clann na Talmhan      | Clann na Talmhan                                         | 1. Juli 1943       |
| Donegal East      | Neal Blaney                |                     | Fianna Fáil           | Fianna Fáil           | Fianna Fáil                                              | 1. Juli 1943       |
| Donegal East      | John Friel                 |                     | Fianna Fáil           | Fianna Fáil           | Fianna Fáil                                              | 21. Juli 1937      |
| Donegal East      | Daniel McMenamin           |                     | Fine Gael             | Fine Gael             | Fine Gael                                                | 9. März 1932       |
| Donegal East      | William Sheldon            |                     | Independent           | Independent           | Independent                                              | 1. Juli 1943       |
| Donegal West      | Brian Brady                |                     | Fianna Fáil           | Fianna Fáil           | Fianna Fáil                                              | 9. März 1932       |
| Donegal West      | Cormac Breslin             |                     | Fianna Fáil           | Fianna Fáil           | Fianna Fáil                                              | 21. Juli 1937      |
| Donegal West      | Michael Óg McFadden        |                     | Fine Gael             | Fine Gael             | Fine Gael                                                | 8. Februar 1933    |
| Dublin County     | Seán Brady                 |                     | Fianna Fáil           | Fianna Fáil           | Fianna Fáil                                              | 11. Oktober 1927   |
| Dublin County     | Liam Cosgrave              |                     | Fine Gael             | Fine Gael             | Fine Gael                                                | 1. Juli 1943       |
| Dublin County     | Patrick Burke              |                     | Fianna Fáil           | Fianna Fáil           | Fianna Fáil                                              | 9. Juni 1944       |
| Dublin County     | Henry Morgan Dockrell      |                     | Fine Gael             | Fine Gael             | Fine Gael                                                | 9. März 1932       |
| Dublin County     | Patrick Fogarty            |                     | Fianna Fáil           |                       | verstorben 2. Mai 1947                                   | 21. Juli 1937      |
| Dublin County     | Seán MacBride              |                     |                       |                       | Clann na Poblachta Nachwahl für Patrick Fogarty          | 29. Oktober 1947   |
| Dublin North-East | Oscar Traynor              |                     | Fianna Fáil           | Fianna Fáil           | Fianna Fáil                                              | 9. März 1932       |
| Dublin North-East | Harry Colley               |                     | Fianna Fáil           | Fianna Fáil           | Fianna Fáil                                              | 9. Juni 1944       |
| Dublin North-East | Alfie Byrne                |                     | Independent           | Independent           | Independent                                              | 9. März 1932       |
| Dublin North-West | Cormac Breathnach          |                     | Fianna Fáil           | Fianna Fáil           | Fianna Fáil                                              | 9. März 1932       |
| Dublin North-West | Patrick McGilligan         |                     | Fine Gael             | Fine Gael             | Fine Gael                                                | 3. November 1923   |
| Dublin North-West | John S. O’Connor           |                     | Fianna Fáil           | Fianna Fáil           | Fianna Fáil                                              | 9. Juni 1944       |
| Dublin North-West | Seán T. O’Kelly            |                     | Fianna Fáil           |                       | Am 14. Juni 1945 zum Präsidenten Irlands gewählt         | 21. Januar 1919    |
| Dublin North-West | Vivion de Valera           |                     |                       |                       | Fianna Fáil Nachwahl für Seán T. O’Kelly                 | 4. Dezember 1945   |
| Dublin North-West | Martin O’Sullivan          |                     | Labour                | Labour                | Labour                                                   | 21. Juli 1943      |
| Dublin South      | Maurice E. Dockrell        |                     | Fine Gael             | Fine Gael             | Fine Gael                                                | 1. Juli 1943       |
| Dublin South      | Robert Briscoe             |                     | Fianna Fáil           | Fianna Fáil           | Fianna Fáil                                              | 11. Oktober 1927   |
| Dublin South      | Peadar S. Doyle            |                     | Fine Gael             | Fine Gael             | Fine Gael                                                | 19. September 1923 |
| Dublin South      | James Lynch                |                     | Fianna Fáil           | Fianna Fáil           | Fianna Fáil                                              | 30. Juni 1938      |
| Dublin South      | James Larkin junior        |                     | Labour                | Labour                | Labour                                                   | 1. Juli 1943       |
| Dublin South      | John McCann                |                     | Fianna Fáil           | Fianna Fáil           | Fianna Fáil                                              | 6. Juni 1939       |
| Dublin South      | Seán Lemass                |                     | Fianna Fáil           | Fianna Fáil           | Fianna Fáil                                              | 18. November 1924  |
| Dublin Townships  | Seán MacEntee              |                     | Fianna Fáil           | Fianna Fáil           | Fianna Fáil                                              | 21. Januar 1919    |
| Dublin Townships  | John A. Costello           |                     | Fine Gael             | Fine Gael             | Fine Gael                                                | 9. Juni 1944       |
| Dublin Townships  | Bernard Butler             |                     | Fianna Fáil           | Fianna Fáil           | Fianna Fáil                                              | 1. Juli 1943       |
| Galway East       | Patrick Beegan             |                     | Fianna Fáil           | Fianna Fáil           | Fianna Fáil                                              | 9. März 1932       |
| Galway East       | Michael Donnellan          |                     | Clann na Talmhan      | Clann na Talmhan      | Clann na Talmhan                                         | 1. Juli 1943       |
| Galway East       | Mark Killilea senior       |                     | Fianna Fáil           | Fianna Fáil           | Fianna Fáil                                              | 8. Februar 1933    |
| Galway East       | Frank Fahy                 |                     | Fianna Fáil           |                       | Ceann Comhairle                                          | 21. Januar 1919    |
| Galway West       | Joseph Mongan              |                     | Fine Gael             | Fine Gael             | Fine Gael                                                | 21. Juli 1937      |
| Galway West       | Gerald Bartley             |                     | Fianna Fáil           | Fianna Fáil           | Fianna Fáil                                              | 9. März 1932       |
| Galway West       | Michael Lydon              |                     | Fianna Fáil           | Fianna Fáil           | Fianna Fáil                                              | 9. Juni 1944       |
| Kerry North       | Patrick Finucane           |                     | Independent           | Independent           | Independent                                              | 1. Juli 1943       |
| Kerry North       | Thomas McEllistrim senior  |                     | Fianna Fáil           | Fianna Fáil           | Fianna Fáil                                              | 19. September 1923 |
| Kerry North       | Eamon Kissane              |                     | Fianna Fáil           | Fianna Fáil           | Fianna Fáil                                              | 9. März 1932       |
| Kerry North       | Dan Spring                 |                     | National Labour Party | National Labour Party | National Labour Party                                    | 1. Juli 1943       |
| Kerry South       | John Healy                 |                     | Fianna Fáil           | Fianna Fáil           | Fianna Fáil                                              | 1. Juli 1943       |
| Kerry South       | Fionán Lynch               |                     | Fine Gael             |                       | Rücktritt nach Ernennung zum Richter am Circuit Court.   | 21. Januar 1919    |
| Kerry South       | Donal O’Donoghue           |                     |                       |                       | Fianna Fáil Nachwahl für Fionán Lynch                    | 10. November 1944  |
| Kerry South       | Frederick Crowley          |                     | Fianna Fáil           |                       | verstorben am 5. Mai 1945                                | 11. Oktober 1927   |
| Kerry South       | Honor Crowley              |                     |                       |                       | Fianna Fáil Nachwahl für Frederick Crowley               | 4. Dezember 1945   |
| Kilkenny          | James Pattison             |                     | National Labour Party | National Labour Party | National Labour Party                                    | 8. Februar 1933    |
| Kilkenny          | Thomas Derrig              |                     | Fianna Fáil           | Fianna Fáil           | Fianna Fáil                                              | 23. Juni 1927      |
| Kilkenny          | Eamonn Coogan              |                     | Fine Gael             | Fine Gael             | Fine Gael                                                | 9. Juni 1944       |
| Leitrim           | Stephen Flynn              |                     | Fianna Fáil           | Fianna Fáil           | Fianna Fáil                                              | 9. März 1932       |
| Leitrim           | Bernard Maguire            |                     | Independent           | Independent           | Independent                                              | 11. Oktober 1927   |
| Leitrim           | Mary Reynolds              |                     | Fine Gael             | Fine Gael             | Fine Gael                                                | 21. Juli 1937      |
| Leix–Offaly       | Thomas F. O’Higgins senior |                     | Fine Gael             | Fine Gael             | Fine Gael                                                | 21. Juli 1937      |
| Leix–Offaly       | William Davin              |                     | Labour                | Labour                | Labour                                                   | 6. Dezember 1922   |
| Leix–Offaly       | Oliver J. Flanagan         |                     | Fine Gael             | Fine Gael             | Fine Gael                                                | 1. Juli 1943       |
| Leix–Offaly       | Patrick Boland             |                     | Fianna Fáil           | Fianna Fáil           | Fianna Fáil                                              | 23. Juni 1927      |
| Leix–Offaly       | Patrick Gorry              |                     | Fianna Fáil           | Fianna Fáil           | Fianna Fáil                                              | 21. Juli 1937      |
| Limerick          | Michael Keyes              |                     | Labour                | Labour                | Labour                                                   | 8. Februar 1933    |
| Limerick          | Michael Colbert            |                     | Fianna Fáil           | Fianna Fáil           | Fianna Fáil                                              | 9. Juni 1944       |
| Limerick          | Robert Ryan                |                     | Fianna Fáil           | Fianna Fáil           | Fianna Fáil                                              | 9. März 1932       |
| Limerick          | James Reidy                |                     | Fine Gael             | Fine Gael             | Fine Gael                                                | 30. Juni 1938      |
| Limerick          | George Bennett             |                     | Fine Gael             | Fine Gael             | Fine Gael                                                | 23. Juni 1927      |
| Limerick          | Daniel Bourke              |                     | Fianna Fáil           | Fianna Fáil           | Fianna Fáil                                              | 11. Oktober 1927   |
| Limerick          | Donnchadh Ó Briain         |                     | Fianna Fáil           | Fianna Fáil           | Fianna Fáil                                              | 8. Februar 1933    |
| Louth             | Frank Aiken                |                     | Fianna Fáil           | Fianna Fáil           | Fianna Fáil                                              | 19. September 1923 |
| Louth             | James Coburn               |                     | Fine Gael             | Fine Gael             | Fine Gael                                                | 23. Juni 1927      |
| Louth             | Laurence Walsh             |                     | Fianna Fáil           | Fianna Fáil           | Fianna Fáil                                              | 9. Juni 1944       |
| Mayo North        | Patrick Browne             |                     | Fine Gael             | Fine Gael             | Fine Gael                                                | 21. Juli 1937      |
| Mayo North        | James Kilroy               |                     | Fianna Fáil           | Fianna Fáil           | Fianna Fáil                                              | 1. Juli 1943       |
| Mayo North        | Patrick Joseph Ruttledge   |                     | Fianna Fáil           | Fianna Fáil           | Fianna Fáil                                              | 16. August 1921    |
| Mayo South        | Richard Walsh              |                     | Fianna Fáil           | Fianna Fáil           | Fianna Fáil                                              | 9. Juni 1944       |
| Mayo South        | Joseph Blowick             |                     | Clann na Talmhan      | Clann na Talmhan      | Clann na Talmhan                                         | 1. Juli 1943       |
| Mayo South        | Mícheál Ó Móráin           |                     | Fianna Fáil           | Fianna Fáil           | Fianna Fáil                                              | 30. Juni 1938      |
| Mayo South        | Dominick Cafferky          |                     | Clann na Talmhan      | Clann na Talmhan      | Clann na Talmhan                                         | 1. Juli 1943       |
| Mayo South        | Micheál Clery              |                     | Fianna Fáil           |                       | zurückgetreten am 10. Oktober 1945                       | 21. Juli 1937      |
| Mayo South        | Bernard Commons            |                     |                       |                       | Clann na Talmhan Nachwahl für Micheál Clery.             | 4. Dezember 1945   |
| Meath–Westmeath   | Patrick Giles              |                     | Fine Gael             | Fine Gael             | Fine Gael                                                | 21. Juli 1937      |
| Meath–Westmeath   | Michael Kennedy            |                     | Fianna Fáil           | Fianna Fáil           | Fianna Fáil                                              | 23. Juni 1927      |
| Meath–Westmeath   | Charles Fagan              |                     | Fine Gael             |                       | Independent Austritt aus der Fine Gael am 31. Juli 1947. | 8. Februar 1933    |
| Meath–Westmeath   | Michael Hilliard           |                     | Fianna Fáil           | Fianna Fáil           | Fianna Fáil                                              | 1. Juli 1943       |
| Meath–Westmeath   | Matthew O’Reilly           |                     | Fianna Fáil           | Fianna Fáil           | Fianna Fáil                                              | 23. Juni 1927      |
| Monaghan          | James Dillon               |                     | Independent           | Independent           | Independent                                              | 9. März 1932       |
| Monaghan          | Conn Francis Ward          |                     | Fianna Fáil           | Fianna Fáil           | Fianna Fáil                                              | 11. Oktober 1927   |
| Monaghan          | Bridget Rice               |                     | Fianna Fáil           | Fianna Fáil           | Fianna Fáil                                              | 30. Juni 1938      |
| Roscommon         | Daniel O’Rourke            |                     | Clann na Talmhan      | Clann na Talmhan      | Clann na Talmhan                                         | 9. Juni 1944       |
| Roscommon         | Gerald Boland              |                     | Fianna Fáil           | Fianna Fáil           | Fianna Fáil                                              | 19. September 1923 |
| Roscommon         | John Beirne                |                     | Clann na Talmhan      | Clann na Talmhan      | Clann na Talmhan                                         | 1. Juli 1943       |
| Sligo             | Martin Brennan             |                     | Fianna Fáil           | Fianna Fáil           | Fianna Fáil                                              | 30. Juni 1938      |
| Sligo             | Martin Roddy               |                     | Fine Gael             |                       | verstorben am 8. Januar 1948                             | 11. März 1925      |
| Sligo             | Patrick Rodgers            |                     | Fine Gael             | Fine Gael             | Fine Gael                                                | 8. Januar 1933     |
| Tipperary         | Dan Breen                  |                     | Fianna Fáil           | Fianna Fáil           | Fianna Fáil                                              | 9. März 1932       |
| Tipperary         | Frank Loughman             |                     | Fianna Fáil           | Fianna Fáil           | Fianna Fáil                                              | 9. Juni 1944       |
| Tipperary         | William O’Donnell          |                     | Clann na Talmhan      |                       | verstorben am 4. Februar 1947                            | 1. Juli 1943       |
| Tipperary         | Patrick Kinane             |                     |                       |                       | Clann na Poblachta Nachwahl für William O’Donnell        | 29. Oktober 1947   |
| Tipperary         | Andrew Fogarty             |                     | Fianna Fáil           | Fianna Fáil           | Fianna Fáil                                              | 23. Juni 1927      |
| Tipperary         | Daniel Morrissey           |                     | Fine Gael             | Fine Gael             | Fine Gael                                                | 6. Dezember 1922   |
| Tipperary         | Richard Mulcahy            |                     | Fine Gael             | Fine Gael             | Fine Gael                                                | 9. Juni 1944       |
| Tipperary         | Mary Ryan                  |                     | Fianna Fáil           | Fianna Fáil           | Fianna Fáil                                              | 9. Juni 1944       |
| Waterford         | Denis Heskin               |                     | Clann na Talmhan      | Clann na Talmhan      | Clann na Talmhan                                         | 1. Juli 1943       |
| Waterford         | Bridget Redmond            |                     | Fine Gael             | Fine Gael             | Fine Gael                                                | 8. Februar 1933    |
| Waterford         | Patrick Little             |                     | Fianna Fáil           | Fianna Fáil           | Fianna Fáil                                              | 23. Juni 1927      |
| Waterford         | Michael Morrissey          |                     | Fianna Fáil           |                       | verstorben am 10. Mai 1947                               | 21. Juli 1937      |
| Waterford         | John Ormonde               |                     |                       |                       | Fianna Fáil Nachwahl für Michael Morrissey.              | 29. Oktober 1947   |
| Wexford           | Denis Allen                |                     | Fianna Fáil           | Fianna Fáil           | Fianna Fáil                                              | 17. August 1936    |
| Wexford           | John O’Leary               |                     | National Labour Party | National Labour Party | National Labour Party                                    | 1. Juli 1943       |
| Wexford           | Richard Corish             |                     | Labour                |                       | am 19. Juli 1945 verstorben                              | 16. August 1921    |
| Wexford           | Brendan Corish             |                     |                       |                       | Labour Nachwahl für Richard Corish.                      | 4. Dezember 1945   |
| Wexford           | John Keating               |                     | Fine Gael             | Fine Gael             | Fine Gael                                                | 9. Juni 1944       |
| Wexford           | James Ryan                 |                     | Fianna Fáil           | Fianna Fáil           | Fianna Fáil                                              | 21. Januar 1919    |
| Wicklow           | Thomas Brennan             |                     | Fianna Fáil           | Fianna Fáil           | Fianna Fáil                                              | 9. Juni 1944       |
| Wicklow           | Patrick Cogan              |                     | Independent           | Independent           | Independent                                              | 21. Juli 1937      |
| Wicklow           | James Everett              |                     | National Labour Party | National Labour Party | National Labour Party                                    | 9. September 1922  |

1. Dáil (1919–1921) |
2. Dáil (1921–1922) |
3. Dáil (1922–1923) |
4. Dáil (1923–1927) |
5. Dáil (1927) |
6. Dáil (1927–1932) |
7. Dáil (1932–1933) |
8. Dáil (1933–1937) |
9. Dáil (1937–1938) |
10. Dáil (1938–1943) |
11. Dáil (1943–1944) |
12. Dáil (1944–1948) |
13. Dáil (1948–1951) |
14. Dáil (1951–1954) |
15. Dáil (1954–1957) |
16. Dáil (1957–1961) |
17. Dáil (1961–1965) |
18. Dáil (1965–1969) |
19. Dáil (1969–1973) |
20. Dáil (1973–1977) |
21. Dáil (1977–1981) |
22. Dáil (1981–1982) |
23. Dáil (1982) |
24. Dáil (1982–1987) |
25. Dáil (1987–1989) |
26. Dáil (1989–1992) |
27. Dáil (1992–1997) |
28. Dáil (1997–2002) |
29. Dáil (2002–2007) |
30. Dáil (2007–2011) |
31. Dáil (2011–2016) |
32. Dáil (2016–2020) |
33. Dáil (2020–2024) |
34. Dáil (seit 2024)